# Mirax pallida
Mirax pallida är en stekelart som beskrevs av William Harris Ashmead 1893. Mirax pallida ingår i släktet Mirax och familjen bracksteklar. Inga underarter finns listade i Catalogue of Life.